# Synagoge (Kirchheimbolanden)
Die Synagoge in Kirchheimbolanden, einer Stadt im Donnersbergkreis in Rheinland-Pfalz, wurde 1835/36 errichtet. Die Synagoge stand Am Husarenhof 8, der ehemaligen Schloßstraße 15. 

## Geschichte
Der Bau wurde nach Plänen des Zivilbauinspektors August von Voit in unmittelbarer Nähe der niedergebrannten Synagoge errichtet. Voit orientierte sich an der Synagoge in Ingenheim. Die Bauarbeiten begannen im April 1835. Am 1. September 1836 wurde die Synagoge durch Bezirks-Rabbiner Moses Cohen feierlich eingeweiht.
Beim Novemberpogrom 1938 wurde von SA-Männern in der Synagoge Feuer gelegt, worauf sie völlig ausbrannte. Anfang 1941 wurde die Ruine gesprengt. Das Grundstück kam in den Besitz der Stadt Kirchheimbolanden.
Nach Abschluss des Restitutionsverfahrens zahlte die Stadt 1950 eine Entschädigung in Höhe von 2.300 DM und konnte im folgenden Jahr das Grundstück für 4.500 DM wieder erwerben. Bei Aufräumarbeiten des Grundstückes wurde eine Torarolle mit Wimpel gefunden und der Jüdischen Kultusgemeinde der Rheinpfalz übergeben.

## Architektur
Die Synagoge wurde in einem klassizistisch-maurischen Mischstil errichtet. Die Westfassade war von Eckpilastern und einem Schildgiebel gerahmt. Das Portal in der Mittelachse zeigte einen charakteristischen Hufeisenbogen. Fünf große Hufeisenbogenfenster gliederten die Seitenwände. Den Abschluss bildeten Rundbogenfriese. 
Im Untergeschoss befanden sich ein Schulraum, eine Mikwe sowie die Lehrerwohnung.

### Baupläne von 1834

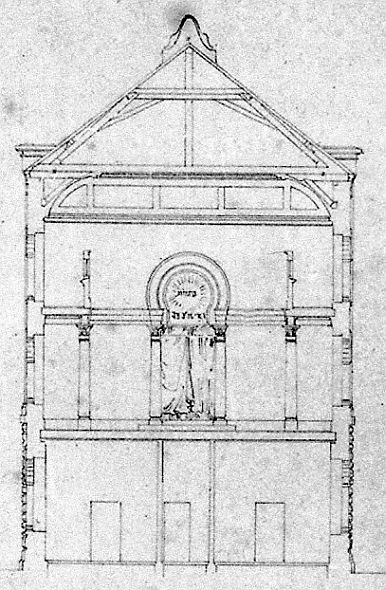
Querschnitt
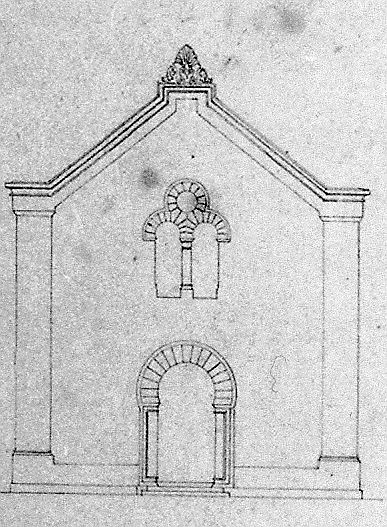
Westfassade
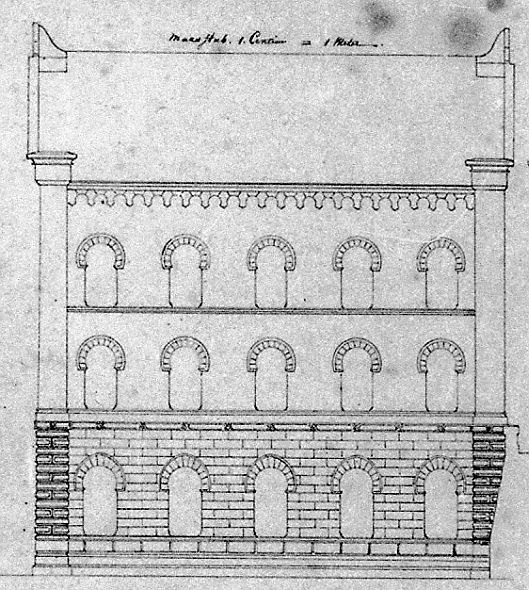
Seitenansicht

## Gedenken
Im Jahr 1978 wurde eine Gedenktafel am Synagogengrundstück angebracht, das heute als Parkanlage zwischen Paulskirche und Schlossplatz gestaltet ist. 1984 wurden drei Steine aus den Konzentrationslagern Natzweiler-Struthof, Dachau und Auschwitz vor der Gedenktafel aufgeschichtet.